# 란비르 쇼레이

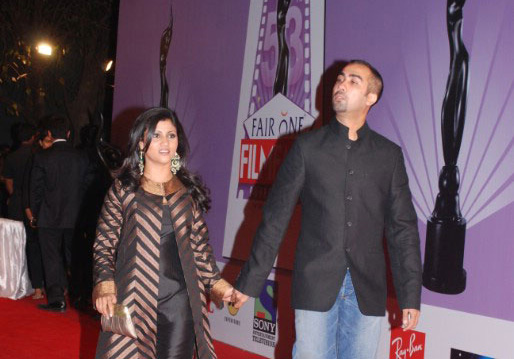

란비르 쇼레이(Ranvir Shorey, 1972년 8월 18일 ~ )는 인도의 배우이다.
잘란다르에서 태어났다.

## 영화
- 피치쿠스 드림 (2018년)
- 셰임 (2018년)
- 다크 윈드 (2017년)
- 어둠 속에서 (2017년)
- 해피 엔딩 (2014년)
- 티틀리 (2014년)
- 히로인 (2012년)
- 엑 타 타이거 (2012년)
- 두 낫 디스터브 (2009년)
- 엄마를 찾아서 (2009년)
- 찬드니 초우크 투 차이나 (2009년)
- 싱 이즈 킹 (2008년)
- 뭄바이 커팅 (2008년)
- 8 (2008년)
- 노 스모킹 (2007년)
- 트래픽 시그널 (2007년)
- 아자 나칠레 (2007년)
- 험 덤 (2005년)
- Waisa Bhi Hota Hai PartⅡ (2003년)
- 지즘 (2003년)